# Sepicana
Sepicana is een kevergeslacht uit de familie van de boktorren (Cerambycidae). De wetenschappelijke naam van het geslacht werd voor het eerst geldig gepubliceerd in 1923 door Kriesche.

## Soorten
Sepicana omvat de volgende soorten:
- Sepicana armata (Montrouzier, 1855)
- Sepicana albomaculata (Gahan, 1915)
- Sepicana arfakensis Breuning, 1950
- Sepicana hauseri (Aurivillius, 1907)
- Sepicana migsominea Gilmour, 1949
- Sepicana shanahani Gressitt, 1984